# فاضلاب

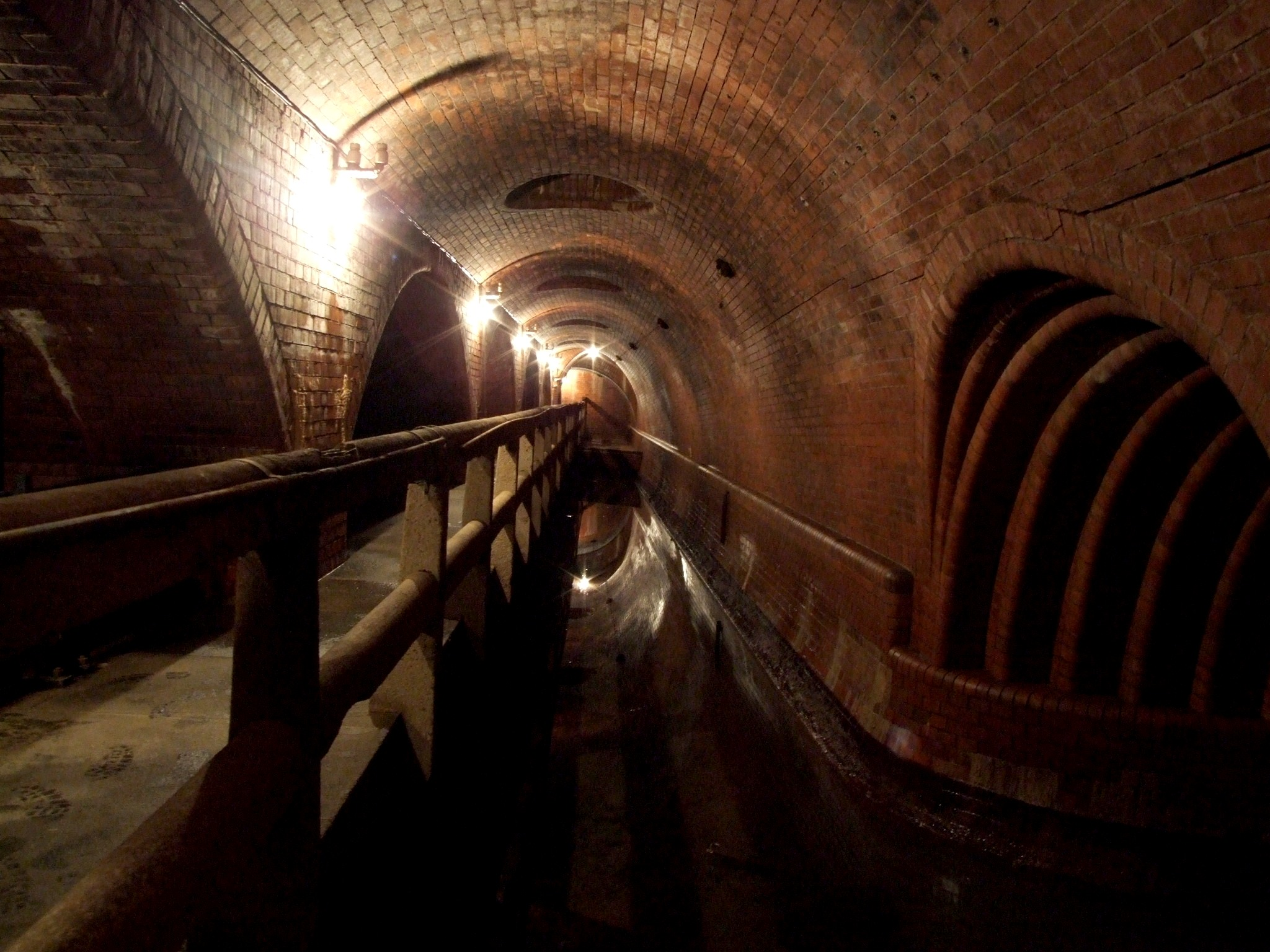
شبکهٔ فاضلاب پراگ

پساب، فاضِلاب یا چِرک‌آب، به بازمانده‌ها و دورریزی‌های عمدتاً مایع محلی، شهری یا صنعتی گفته می‌شود. شیوه گردآوری و دورریزی آن در هر منطقه، بسته به آگاهی محلی نسبت به محیط زیست فرق می‌کند. سیستم‌های فاضلاب برای جمع‌آوری آب‌های سطحی یا فاضلاب‌های صنعتی در مجتمع‌های بزرگ صنعتی از اهمیت بسیار زیادی برخوردار است، چون نفوذ سیالات به عمق خاک می‌تواند ضربهٔ جبران‌ناپذیری را به پایه‌ها و تأسیسات زیرزمینی وارد نماید. فاضلاب شهری معمولاً فاضلاب ترکیبی یا فاضلاب بهداشتی را حمل کرده و آن را در یک تصفیه خانه، تصفیه می‌کند. فاضلاب تصفیه شده از طریق نهرهای فاضلاب تخلیه می‌شود. فاضلاب تولید شده در مناطقی که به سیستم‌های فاضلاب متمرکز دسترسی ندارند بر سیستم‌های فاضلاب در محل تکیه می‌کنند. این فاضلاب‌ها به‌طور معمول یک گندانبار، زه‌کشی تخلیهٔ فاضلاب و یک بخش اختیاری تصفیه در محل دارند.
پساب یا گندآب زیر مجموعه‌ای از فاضلاب است که از مدفوع و ادرار تشکیل شده‌است اما اغلب به معنی هر نوع فاضلابی استفاده می‌شود. فاضلاب، شامل محصولات خانگی، شهری یا زباله‌های مایع صنعتی و بیمارستانی است که معمولاً از طریق یک لوله یا فاضلاب (بهداشتی یا ترکیبی) و گاهی در یک مخزن فاضلاب دفع می‌شود.
خوردگی، زنگ‌زدگی و آلودگی خاک از مهم‌ترین دلایل جمع‌آوری آب و فاضلاب‌های صنعتی است. لوله و اتصالات پلی‌اتیلن با خواص ضدخوردگی و مقاومت در برابر انواع مواد شیمیایی راه حل مناسبی برای جمع‌آوری و انتقال سیالات فاضلابی است. سیستم فاضلاب یک زیرساخت شامل لوله‌ها، پمپ‌ها، غربال، کانال‌ها و… است، که برای انتقال فاضلاب از منشأ خود به نقطه‌ای برای تصفیه یا دفع نهایی استفاده می‌شود. به غیر از گندانبار که تصفیه در محل انجام داده می‌شود، انواع دیگری از تصفیهٔ فاضلاب نیز وجود دارد. مجرای فاضلاب، سامانهٔ جابه‌جایی زیرزمینی پساب و فاضلاب برای دفع بهداشتی و ایمن یا تصفیه است.

## منشأ
منشأ فاضلاب می‌تواند موارد زیر باشد (متن‌های داخل پرانتز نشان‌دهنده اجزایی است که به احتمال زیاد جزو آلاینده‌ها هستند):
- فاضلاب انسانی (مدفوع، دستمال توالت استفاده شده، ادرار یا دیگر مایعاتی که از بدن خارج می‌شوند)، به عنوان آب سیاه شناخته می‌شود، معمولاً از روشویی یا دستشویی خارج می‌شود.
- چاه توالت
- تخلیهٔ گندانبار
- تخلیهٔ کارخانه‌های تصفیه فاضلاب
- آب مورد استفاده در شستشو (شستشوی شخصی، لباس، کف زمین، ظرف‌ها و غیره) که به عنوان پساب شناخته می‌شود.
- بارش باران جمع‌آوری شده در پشت بام، حیاط، جدول‌ها و غیره. (به‌طور کلی بدون وجود روغن یا سوخت)

- آب زیرزمینی نفوذ کرده به فاضلاب

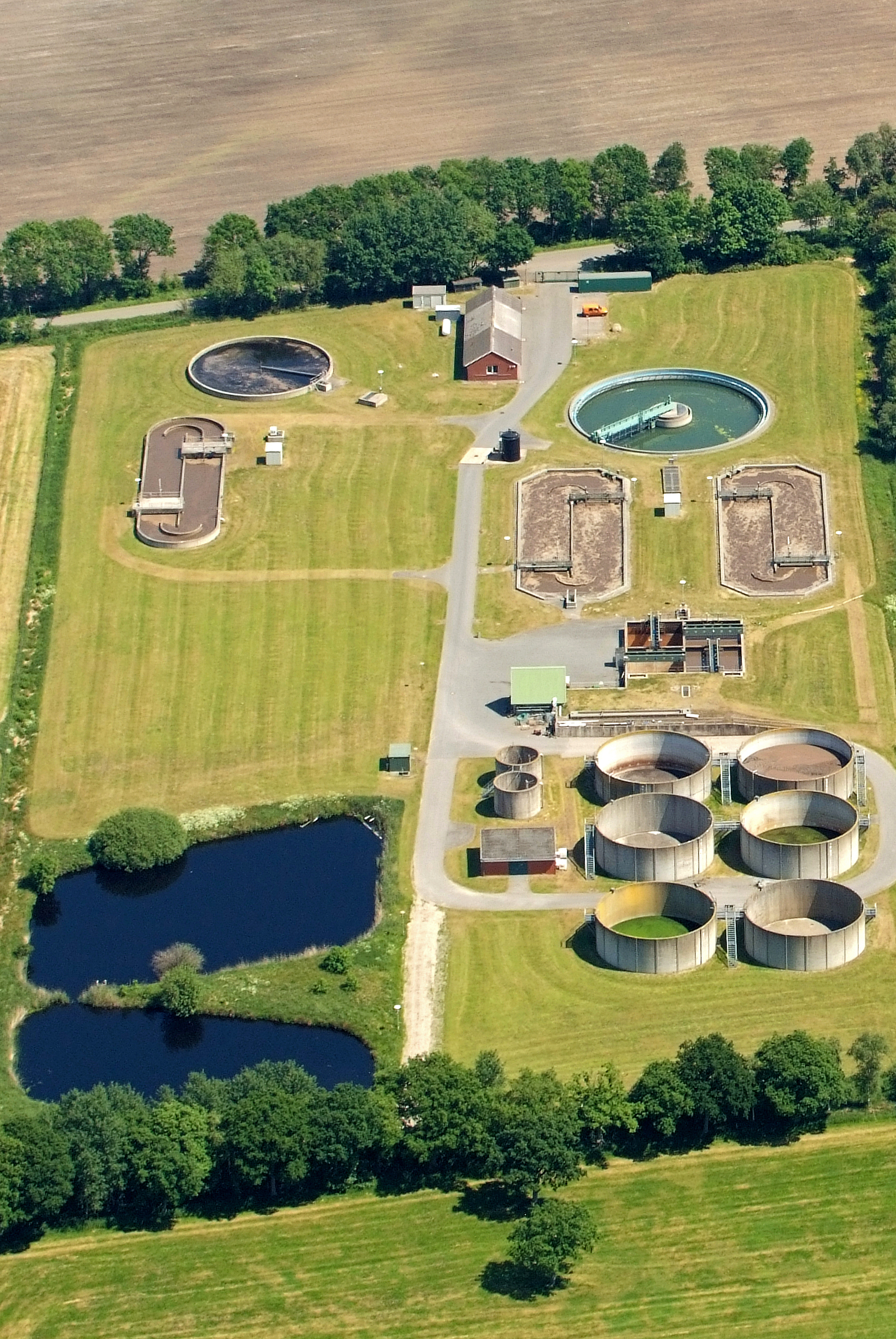
تصفیه خانه در کوکسهاون، آلمان

- مازاد مایعات تولید شده از منابع خانگی (نوشیدنی‌ها، روغن پخت‌وپز، آفت‌کش‌ها، روغن موتور، رنگ، مایعات تمیزکننده و غیره)
- آب جاری‌شده از راه‌ها، سقف‌ها، پیاده‌روها/ سنگ‌فرش‌ها (ترکیب‌شده با روغن‌ها، مدفوع حیوانات، زباله، گازوئیل/ بنزین، سوخت دیزل یا لاستیک‌های باقی‌مانده، پس‌ماندهٔ صابون، مواد فلزیِ خارج‌شده از اگزوز وسایل نقلیه
- نفوذ آب دریا (با حجم بالایی از نمک و میکروب)
- نفوذ مستقیم آب رودخانه (با حجم بالایی از جانداران ریز زنده)
- ورود مستقیم مایعات ساخت انسان (دفع غیرقانونی از آفت‌کش‌ها، روغن‌های استفاده شده و غیره)
- زه‌کشی‌های بزرگراه (روغن، مواد ضدیخ، باقی‌مانده لاستیک‌ها)
- موارد حمل شده با طوفان (تقریباً همه چیز از جمله اتومبیل‌ها، چرخ‌های دستی خرید، درختان، گاو و غیره)
- آب سیاه (آب‌های سطحی آلوده به فاضلاب)
- زباله‌های صنعتی
- زهکشی‌های سایت‌های صنعتی (گل و لای، شن و ماسه، مواد قلیایی، روغن، باقی‌مانده‌های شیمیایی)
  - آب‌های خنک‌کنندهٔ صنعتی (زیست‌کش، گرما، لجن‌ها، گل و لای)
  - آب‌های فرایندهای صنعتی
  - زباله‌های زیست‌فروسایی یا آلی، شامل فاضلاب‌های کشتارگاه‌ها، کارخانه‌های لبنیات و بستنی.
  - زباله‌های آلی یا زیست تخریب‌ناپذیر / سخت تخریب پذیر (داروهای شیمیایی یا آفت‌کش‌ها)
  - زباله‌های با پی‌اچ بالا یا پایین (تولیدات اسیدی / قلیایی، آبکاری فلزات)
  - زباله‌های سمی (آبکاری فلزات، تولید سیانید، تولیدات آفت‌کش‌ها و غیره)
  - مواد جامد و نامیزه‌ها (تولیدات کاغذ، مواد غذایی، روان‌کننده‌ها و تولید روغن هیدرولیک و غیره)
  - زهکشی‌های کشاورزی، مستقیم و پراکنده

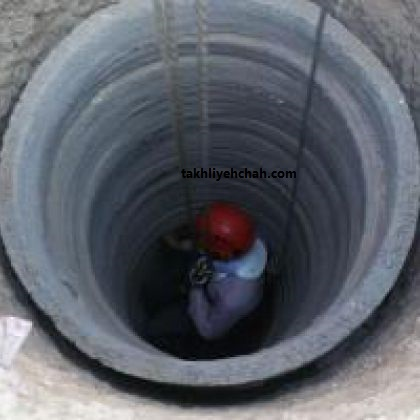
چاه فاضلاب

  - شکستگی‌های هیدرولیکی
  - آب تولید شده از نفت و گاز طبیعیچاه فاضلاب

## ترکیبات فاضلاب
ترکیبات فاضلاب تنوع گسترده‌ای دارد. موارد زیر فهرستی از ترکیباتی است که ممکن است در آن وجود داشته باشند:
- آب (بیش از ۹۵ درصد) که اغلب هنگام استفاده از سیفون توالت برای حمل زباله به فاضلاب اضافه می‌شود.
- بیمارگرها شامل باکتری‌ها، ویروس‌ها، پریون‌ها و کرم‌های انگلی
- باکتری‌های غیر بیماری‌زا
- ذرات آلی مثل مدفوع، مو، مواد غذایی، استفراغ، الیاف کاغذی، مواد گیاهی، گیاخاک و غیره.
- مواد محلول آلی مثل ادرار، قندهای میوه‌ها، پروتئین‌های محلول، داروها، مواد مخدر و غیره.
- ذرات معدنی مثل ماسه، ماسه‌سنگ، ذرات فلزی، سرامیک و غیره.
- مواد محلول معدنی مثل آمونیاک، نمک – جاده، نمک – دریا، سیانید، هیدروژن سولفید، تیوسیانات، تیوسولفات و غیره.
- جانوران مثل تک‌یاختگان، حشرات، بندپایان، ماهی‌های کوچک و غیره.
- مواد جامد بزرگ مثل نوار بهداشتی، پوشک، کاندوم، سوزن، اسباب‌بازی کودکان، جانوران و گیاهان مرده و غیره.
- گاز مثل سولفید هیدروژن، دی‌اکسید کربن، متان و غیره.
- نامیزه‌ها مثل رنگ، چسب، سس مایونز، رنگ مو، روغن‌های امولسیون و غیره.
- زهرابه مثل آفت‌کش‌ها، سم‌ها، علف‌کش‌ها و غیره.
- داروهای شیمیایی و هورمونی

## انواع فاضلاب
اصولاً فاضلاب‌ها برای تصفیهٔ فاضلاب شهری به سه دستهٔ زیر دسته‌بندی می‌شوند که به ترتیب عبارت‌اند از:
- فاضلاب خانگی (شهری)
- فاضلاب صنعتی
- فاضلاب سطحی (آب‌های سطحی)
- فاضلاب کشاورزی

### فاضلاب شهری[۴]
فاضلاب‌های خانگی عموماً از دستشویی، توالت، حمام، ماشین لباس‌شویی و ظرف‌شویی حاصل می‌شود.
لازم است ذکر شود آنچه از آن تحت عنوان فاضلاب خانگی یاد می‌شود حاصل مجموع تمام فاضلاب‌های شهری مانند مغازه‌ها، رستوران و غیره است.
رنگ فاضلاب شهری بیان‌گر عمر فاضلاب است به‌طوری‌که فاضلاب تازه دارای رنگ خاکستری و فاضلاب مانده دارای رنگ تیره و سیاه است.

### فاضلاب صنعتی در تصفیهٔ فاضلاب شهری
این فاضلاب‌ها از مراکز صنعتی مانند کارخانه‌ها یا کارگاه‌ها حاصل می‌شوند. این فاضلاب‌ها بسته به نوع بخش صنعتی ممکن است شامل مواد خطرناک مانند سرب، جیوه، مواد اسیدی و…. باشند. این فاضلاب‌ها هرگز نباید با فاضلاب‌های شهری ترکیب شوند. عموماً تصفیهٔ این فاضلاب‌ها به تخصص و هزینهٔ بالا نیازمند است.

### فاضلاب کشاورزی
این فاضلاب عموماً شامل سموم و ضدآفت‌ها است. همچنین به دلیل تماس آب با کودهای شیمیایی عموماً این پساب‌ها آلوده به مواد شیمیایی هستند. منشأ این فاضلاب زمین‌های کشاورزی و باغات است.

### فاضلاب سطحی در تصفیهٔ فاضلاب شهری
فاضلاب‌های سطحی ناشی از بارندگی، ذوب شدن برف و موارد مشابه است. این فاضلاب‌ها با فاضلاب‌های شهری ترکیب شده و سپس به سمت تصفیه‌خانه هدایت می‌شوند. این فاضلاب‌ها در مسیر خود با زباله‌ها، آلاینده‌های هوا و مواد معدنی زمین در تماس هستند. در جنوب شهر تهران ممکن است این فاضلاب‌ها به دلیل در تماس بودن با آلاینده‌های هوا به‌شدت آلوده باشند

## شاخص‌های کیفیت فاضلاب
هر مادهٔ قابل اکسایش و کاهش در آبراه‌های طبیعی یا فاضلاب‌های صنعتی می‌تواند با فرایندهای بیوشیمیایی (میکروبی) یا شیمیایی اکسید شود. در نتیجه میزان اکسیژن در آب کاهش خواهد یافت. اساساً، واکنش اکسیداسیون بیوشیمیایی به شرح زیر است:
Oxidizable material + bacteria + nutrient + O2 → CO2 + H2O + oxidized inorganics such as NO3- or SO4—
مصرف اکسیژن با کاهش مواد شیمیایی از جمله سولفید و نیتریت به شرح زیر است:
Oxidizable material +--S-- + 2 O2 → SO4-
Oxidizable material +NO2- + ½ O2 → NO3-
از آن‌جایی که همهٔ آبراه‌های طبیعی شامل باکتری و مواد مغذی هستند، تقریباً هر نوع ترکیب زائدی که وارد این آبراه‌ها می‌شود واکنش‌های بیوشیمیایی را آغاز می‌کند. (همان‌گونه که در بالا گفته شد). این نوع واکنش‌های بیوشیمیایی که در آزمایشگاه‌ها اندازه‌گیری می‌شوند اکسیژن مورد نیاز بیولوژیکی نامیده می‌شوند (BOD). این مواد شیمیایی مسئول شکستن اکسیدکننده‌های قوی هستند، این واکنش‌های شیمیایی که در آزمایشگاه انجام می‌شوند اکسیژن مورد نیاز شیمیایی نامیده می‌شوند (COD). هر دو آزمایش‌های BOD و COD برای اندازه‌گیری ارتباط اثر کاهش اکسیژن حاصل از آلاینده‌های فاضلابی هستند. تأثیر هر دو آزمایش به‌طور گسترده‌ای در اندازه‌گیری اثر آلاینده‌ها به اثبات رسیده‌است. آزمایش BOD برای اندازه‌گیری اکسیژن مورد نیاز برای آلاینده‌های زیست‌تجزیه‌پذیر است، درحالی‌که آزمایش COD برای اندازه‌گیری اکسیژن مورد نیاز برای آلاینده‌های اکسیدشونده است.
اصطلاح BOD پنج - روزه مقدار اکسیژن مصرف‌شده توسط اکسیداسیون بیوشیمیایی مواد تشکیل‌دهندهٔ فاضلاب را در دورهٔ ۵ روزه اندازه‌گیری می‌کند. مقدار کل اکسیژن مصرفی در زمان واکنش‌های بیوشیمیایی که تا پایان آن مصرف می‌شود BOD نهایی نامیده می‌شود. از آن‌جایی که BOD نهایی زمان‌بر است، BOD پنج - روزه به عنوان واحد اندازه‌گیری ارتباط اثرات آلودگی، تقریباً به‌طور جهانی تصویب شده‌است.
همچنین آزمایش‌های COD مختلف زیادی وجود دارند که COD چهار-روزه از همه معمول‌تر است.
هیچ ارتباط کلی بین BOD پنج‌روزه و BOD نهایی وجود ندارد. همچنین هیچ ارتباط کلی بین BOD و COD نیز وجود ندارد. ممکن است که بتوان این نوع ارتباط را در یک جریان خاص از فاضلاب برای آلاینده‌های خاص تعمیم داد اما این نوع ارتباط برای آلاینده‌های دیگر پساب در یک جریان دیگر از فاضلاب قابل استفاده نخواهد بود. چرا که ترکیبات هر جریان فاضلابی متفاوت است. به عنوان مثال آب رویی متشکل از محلول‌های قندهای ساده که می‌توانند از یک شیرینی‌فروشی خارج شوند احتمالاً ترکیبات آلی دارند که خیلی سریع از بین می‌روند. در این صورت، BOD پنج-روزه و BOD نهایی بسیار مشابه خواهند بود و بعد از ۵ روز مواد آلی بسیار کمی وجود خواهد داشت. با این حال، آب روی نهایی یک تصفیه‌خانه که در یک منطقهٔ بزرگ صنعتی کار می‌کند ممکن است تخلیهٔ BOD نهایی بسیار بیشتر از BOD پنج روزه داشته باشد چراکه بیشتر این موادی که به راحتی از بین می‌روند ممکن است طی مراحل تصفیهٔ فاضلاب حذف شده باشند و در بیشتر فرایندهای صنعتی، مولکول‌های آلی خیلی سخت از بین می‌روند.
تست‌های آزمایشگاهی برای تعیین میزان بالای اکسیژن مورد نیاز در بسیاری از متون استاندارد، دقیق هستند. نسخهٔ آمریکایی آن «روش‌های استاندارد برای آزمایش‌های آب و فاضلاب» است.

## دفع فاضلاب

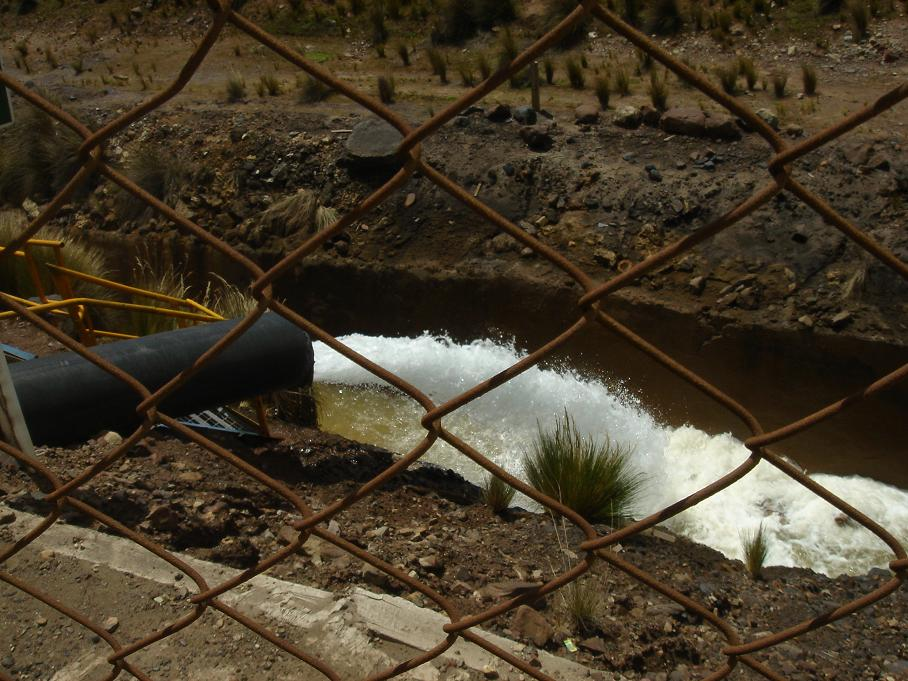
آبراه فاضلاب صنعتی با پی‌اچ خنثی در حال تخلیه؛ عکس از پرو

در بعضی از مناطق شهری، فاضلاب‌های بهداشتی و فاضلابی که از خیابان‌ها به دلیل بارش باران یا طوفان‌ها جاری می‌شود جداگانه منتقل می‌شوند. دسترسی به هر کدام از این‌ها از یک منهول امکان‌پذیر است. در طول بارش‌های شدید ممکن است فاضلاب‌های بهداشتی سرریز کنند و به محیط زیست جاری شوند. این مورد می‌تواند تهدید جدی برای بهداشت عمومی و محیط زیست باشد.
فاضلاب‌ها می‌توانند مستقیماً به داخل یک حوضهٔ آبریز بزرگ با تصفیهٔ کم یا بدون تصفیه وارد شوند. فاضلاب بدون تصفیه می‌تواند تأثیر جدی روی کیفیت محیط زیست و سلامت مردم بگذارد. بیمارگرها می‌توانند باعث بسیاری از بیماری‌ها شوند. مواد شیمیایی حتی در مقدار کم نیز خطراتی جدی ایجاد می‌کنند و در دراز مدت در بافت‌های بدن انسان و جانوران تجمع می‌یابند.

## تصفیه

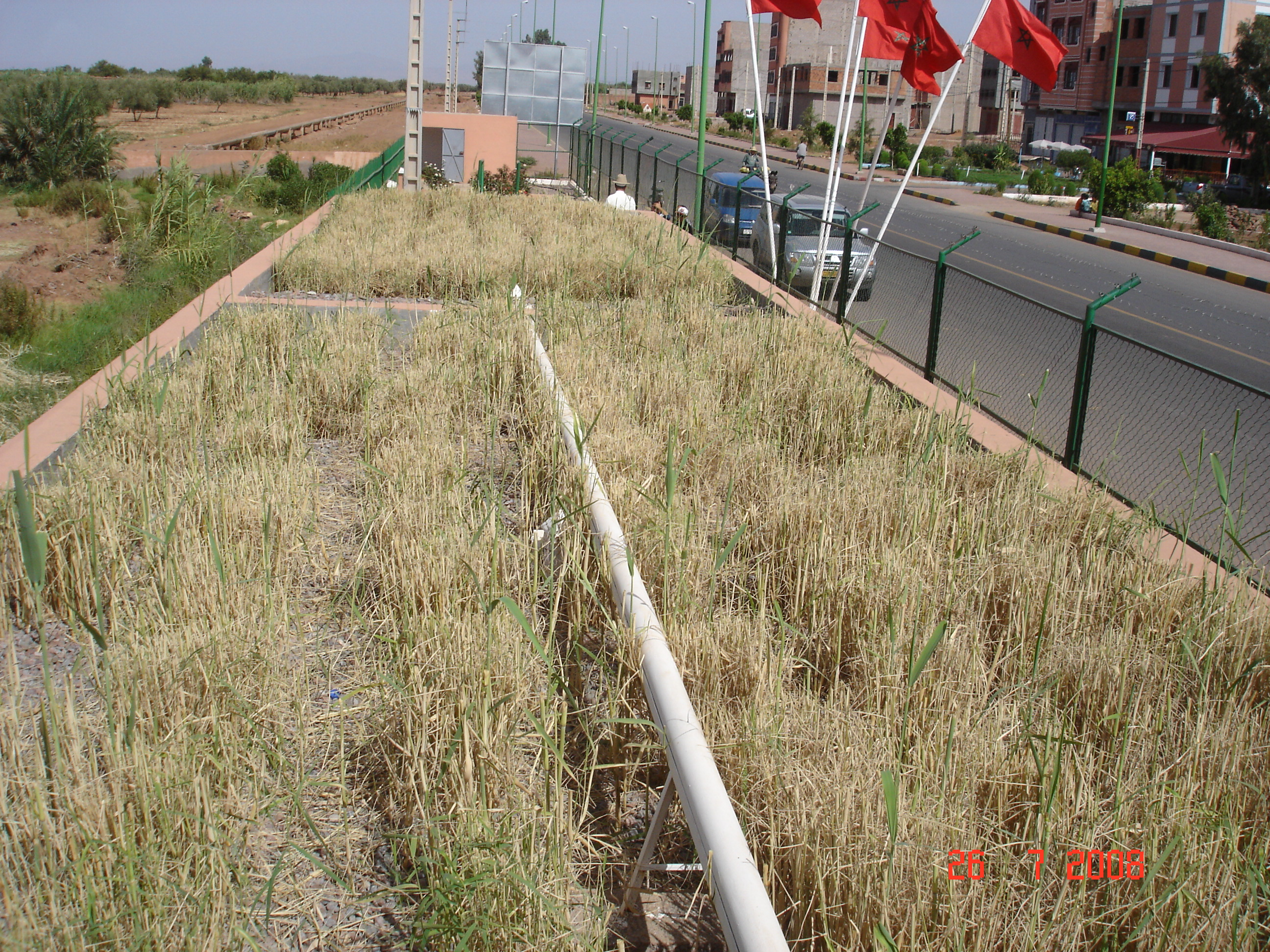
فیلتر کاشته شده در سال‌های ۲۰۰۷ تا ۲۰۱۱ برای تصفیه ۳۰ متر مکعب در روز از آب‌های خاکستری حمام شهر ال‌عطاویه بر روی مساحت ۲۰۰ متر مربع.

روش‌های بسیاری برای تصفیهٔ فاضلاب از انواع مواد تشکیل‌دهندهٔ آن وجود دارد. دو روش اصلی موارد زیر هستند: استفاده از زباله‌های آب به عنوان منبع (مثل ساختن تالاب) یا تأکید آن‌ها بر آلودگی (مثل انواع کارخانه‌های تصفیه‌کنندهٔ امروزی). بیشتر فاضلاب‌ها در مقیاس صنعتی پرانرژی در تصفیه خانه‌های فاضلاب (WWTPs) تصفیه می‌شوند که شامل مراحل تصفیه فیزیکی، شیمیایی و بیولوژیکی می‌باشند. به هر حال، استفاده از گندانبار و دیگر امکانات فاضلابی در محل (OSSF)، به صورت گسترده در مناطق روستایی وجود دارند به‌طوری‌که بالای ۲۰ درصد از خانه‌ها را در ایالات متحده ساپورت می‌کنند.
مهم‌ترین سیستمل تصفیه هوازی، فرایند لجن فعال است، اساس آن نگهداری و چرخش توده مخلوط تشکیل شده از میکرو ارگانیسم‌هایی است که توانایآی جذب و جذب سطحی مواد آلی درون فاضلاب را دارند. فرایندهای تصفیه بی‌هوازی فاضلاب (UASB , EGSB) به‌طور گسترده‌ای در تصفیه فاضلاب صنعتی و لجن‌های بیولوژیکی استفاده می‌شوند. بعضی فاضلاب‌ها خطرات بالایی برای استفاده دوباره آب دارند. برای اکثر فاضلاب‌ها روش‌های زیست‌محیطی با استفاده از سیستم‌های نی زار استفاده می‌شود، مثل تالاب‌های ساخته شده. قسمت سوم تصفیه‌ها استفاده بیشتری دارند و عمومی‌ترین تکنولوژی مورد استفاده، میکروفیلتراسیون یا غشای مصنوعی می‌باشند. بعد از فیلتراسیون غشایی، فاضلاب تصفیه شده غیرقابل تشخیص از آب طبیعی قابل نوشیدن (بدون مواد معدنی) باشد. نیترات با روش‌های طبیعی در تالاب از فاضلاب خارج می‌شود اما همچنان نیتروژن دهی میکروبی وجود دارد، مقدار کمی متانول توسط باکتری‌های کربنی اضافه می‌شود. تصفیه خانه‌های اوزونی نیز محبوبیت رو به رشدی دارند و از ژنراتور اوزون استفاده می‌کنند به این صورت که آلودگی‌های آب را مثل حباب‌های اوزونی از مخزن خارج می‌کنند اما انرژی فشرده می‌شود.
دفع فاضلاب از یک کارخانهٔ صنعتی سخت و هزینه‌بر می‌باشد. پالایشگاه‌های نفت، کارخانه‌های شیمیایی و پتروشیمی در محل خود امکاناتی دارند تا فاضلابشان را تصفیه کنند؛ بنابراین، غلظت آلاینده‌ها در فاضلاب تصفیه‌شدهٔ آن‌ها مطابق با مقررات محلی یا ملی در مورد دفع فاضلاب در کارخانه‌ها یا داخل رودخانه، دریاچه یا اقیانوس می‌باشد. تالاب‌های ساخته‌شده موارد استفاده زیادی دارند چراکه کیفیت بالا داشته و تصفیه را در همان مکان انجام می‌دهند. دیگر فرایندهای صنعتی که فاضلاب زیادی تولید می‌کنند صنعت کاغذ و خمیرکاغذ می‌باشد که نگرانی‌های زیست‌محیطی را ایجاد کرده‌اند، در نتیجه، آب مورداستفاده‌شان در کارخانه قبل از دفع پاکسازی می‌شود.

## استفاده مجدد
فاضلاب تصفیه شده می‌تواند دوباره به عنوان آب آشامیدنی، در صنعت (برج خنک‌کننده)، شارژ مجدد سفره‌های آب، در کشاورزی و توان بخشی اکوسیستم طبیعی (زمین‌های باتلاقی فلوریدا)، استفاده شود.

## پکیج تصفیه فاضلاب بهداشتی
در سالهای اخیراً با توجه به رشد روزافزون مواد آلی و آلاینده رها شده در محیط از طریق جوامع انسانی لزوم استفاده از پکیج‌های تصفیه فاضلاب اهمیت بالایی پیدا کرده‌است.
پکیج تصفیه فاضلاب بهداشتی که با بدنه معمولاً فولادی (با جنس پلاستیک فشرده یا کامپوزیت) ساخته می‌شود، یک مجموعه از قبل ساخته شده می‌باشد که بعد از انتقال به محل استفاده، سریعاً آماده استفاده می‌شود. و خروجی آن شامل آب زلال، بدون رنگ و بو می‌باشد.
یکی از پراهمیت‌ترین تجهیزات تصفیه فاضلاب که می‌تواند فاضلاب تولید شده در محلهای روستایی و مسکونی یا جوامع کوچک انسانی و شهری استفاده شود پکیج‌های تصفیه فاضلاب بهداشتی می‌باشد.
یکی از موارد پر مصرف در تصفیه فاضلاب، چربی گیری آن است، این عمل که توسط  چربی گیر انجام می‌شود، یکی از مهم‌ترین موارد در تصفیه فاضلاب بهداشتی است.

### استفاده از فاضلاب تصفیه نشده در کشاورزی
حدود ۹۰ درصد فاضلاب تولید شده در سطح جهان تصفیه نشده باقی می‌ماند و باعث آلودگی گستردهٔ آب به‌خصوص در کشورهای کم‌درآمد می‌شود. استفاده از فاضلاب تصفیه نشده برای آبیاری زمین‌های کشاورزی رو به افزایش است. شهرها، محصولات تازهٔ پرسود خود را برای جذب کشاورزان به فروشگاه‌ها عرضه می‌کنند. درحالی که بخش کشاورزی برای افزایش منابع آبی خود با صنعت و شهروندان در رقابت است اغلب هیچ جایگزینی برای کشاورزان وجود ندارد که از آب آلوده شده با فاضلاب شهری مستقیماً برای آبیاری محصولات خود استفاده نکنند.

### خطرات بهداشتی آبیاری با آب آلوده
خطرات بهداشتی قابل توجهی در استفاده از این نوع آب وجود دارد. فاضلاب‌های شهری می‌توانند شامل مخلوطی از آلودگی‌های بیولوژیکی و شیمیایی باشند. در کشورهای کم‌درآمد، اغلب سطح بالایی از پاتوژن در فضولات وجود دارد، درحالی‌که در کشورهای در حال توسعه که صنعت از مقررات زیست‌محیطی پیشی می‌گیرد خطرات ناشی از مواد شیمیایی آلی و غیرآلی در حال افزایش است. سازمان بهداشت جهانی، در همکاری با سازمان غذا و کشاورزی سازمان ملل متحد (FAO) و برنامه محیط زیست سازمان ملل متحد (UNEP) دستورالعمل‌هایی را برای استفادهٔ ایمن از فاضلاب‌ها نوشته‌است.
مؤسسهٔ بین‌المللی مدیریت آب که در هند، پاکستان، ویتنام، غنا، اتیوپی، مکزیک و دیگر کشورها در حال کار است پروژه‌های مختلفی را با هدف بررسی و کاهش خطرات ناشی از آبیاری فاضلابی انجام می‌دهد. آن‌ها خواستار یک رویکرد چند مانعی برای استفاده از فاضلاب و تشویق کشاورزان برای اتخاذ رفتارهای با خطر کمتر، هستند. این رویکردها شامل متوقف کردن آبیاری، چند روز قبل از برداشت محصول به منظور از بین رفتن پاتوژن‌ها در برابر نور خورشید، جلوگیری از آلوده شدن سبزیجات برگی که به‌طور خام مصرف می‌شوند با دقت در آب دادن به آن‌ها، ضدعفونی کردن سبزیجات یا خشک کردن لجن مدفوع انسانی پیش از استفاده به عنوان کود، می‌باشند.

## قانون‌گذاری

### اتحادیهٔ اروپا
دستور شورای EEC/271/91 در مورد تصفیهٔ فاضلاب شهری در تاریخ ۲۱ مه ۱۹۹۱ توسط دستور کمیسیون EC/15/98 اصلاح و به‌روزرسانی شده‌است. تصمیم کمیسیون EEC/481/93 دستورالعملی را که کشورهای عضو باید در کمیسیون دولت اجرا کنند را تعریف می‌کند.

### ایالات متحده
قانون آب پاک اولین قانون فدرال در ایالت متحده برای حاکمیت بر آلودگی آب است.